# 東舞鶴

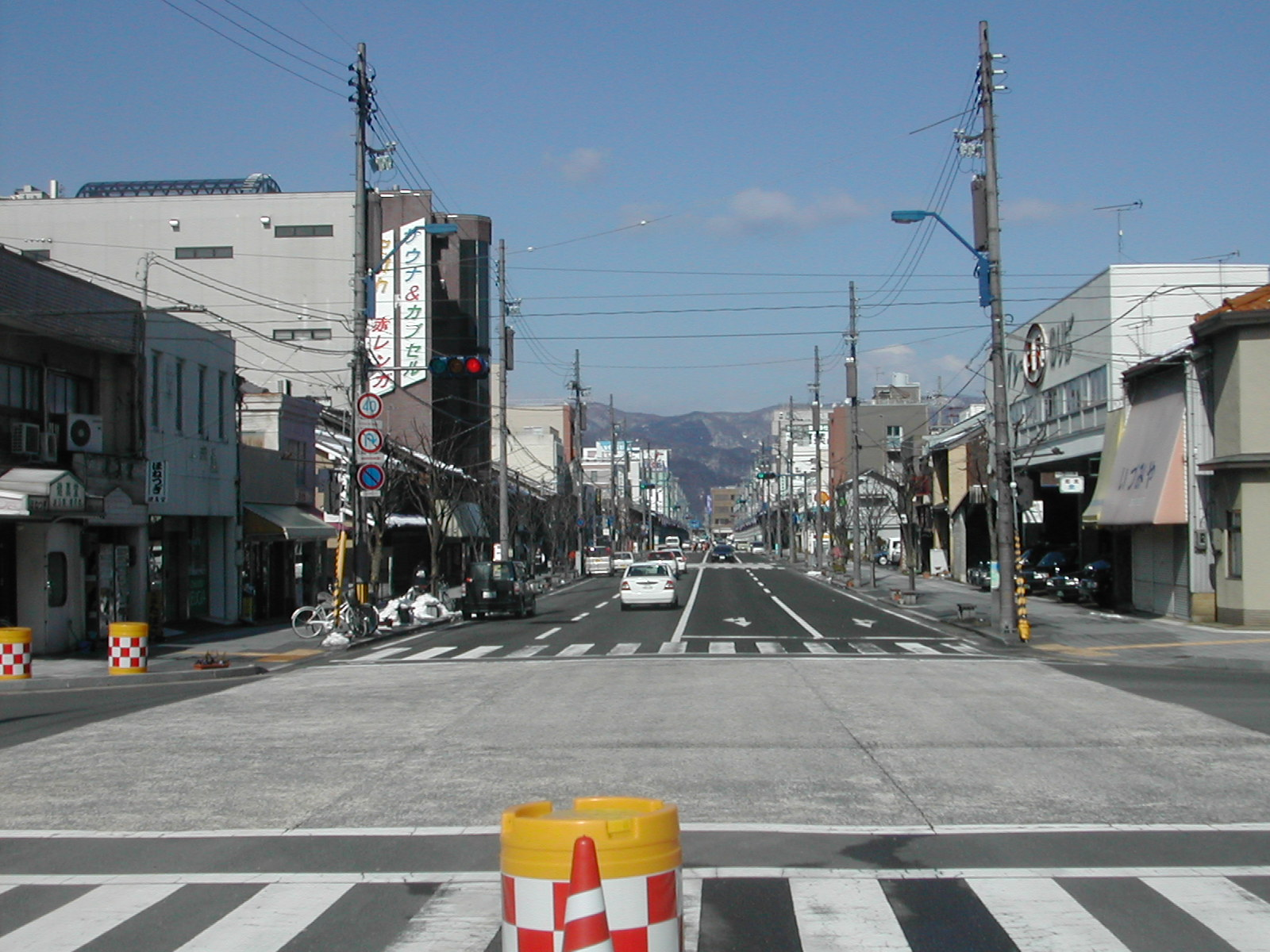
舞鶴市三条通り。八島通りと並び舞鶴市の繁華街であった

東舞鶴（ひがしまいづる）とは、舞鶴市の東半分。1938年8月1日に市制を施行し、1943年5月27日に（旧）舞鶴市と合併するまでの東舞鶴市に相当する。

## 概要
東舞鶴は、一般に、与保呂、八島、北吸などの東半分の地域を指し、舞鶴市役所が置かれている。また、城下町として栄えた西舞鶴と違い、1901年に舞鶴鎮守府が設置され、軍港として発展した。その際、現在の東舞鶴駅前にあたる浜地区は、京都市に倣って碁盤目の道路網を形成している。
産業面では舞鶴港があり、舞鶴の総工業出荷額の約20％を占めるといわれるジャパン マリンユナイテッド、舞鶴・平工業団地には日本板硝子などの企業も多く立地している。また、旧日本海軍が整備した与保呂川水源は今も東舞鶴の水源地として多くの市民の飲み水となっている。

### 東舞鶴市
東舞鶴市は、1938年（昭和13年）8月1日に新舞鶴町、中舞鶴町、志楽村、倉梯村、与保呂村が合併して市制を施行し、1942年8月1日には東大浦村、西大浦村、朝来村を編入した。だが、太平洋戦争の拡大により東西舞鶴に軍需施設が点在するようになり、「軍都の一括管理」の名目のもと、海軍によって合併を要請され、1943年5月27日には（旧）舞鶴市（西舞鶴）と対等合併し、新たに舞鶴市が設置されて消滅した。
しかし、東舞鶴は明治時代からの軍港から急速に発展した都市にあるのに対して、西舞鶴は戦国時代からの城下町から発展した都市であったため、住民感情に大きな相違があった。そのため、1950年（昭和25年）には住民投票で舞鶴市を再び東西に分割する案が成立するが、京都府議会によって否決されて終った。
そのわだかまりは今でも残っているとされ、現在においても市長選挙や府議会議員選挙などにおいて、東と西の対立は否めないものがあるといわれる。

#### 市長
- 立花一：1938年11月8日 - 1943年5月26日[1]

## 東舞鶴の商業
東西舞鶴市でも、東舞鶴地区の方が人口が多く、比較的商業施設が充実していたが、近年は西舞鶴でも大型商業施設が立地するなどしている。

### 大型商業施設
- エール東舞鶴店（らぽーる）…1995年（平成7年）11月オープン。松尾百貨店を前身とする商業施設で、現在は平和堂グループの子会社。近畿地方北部で最大規模の売場面積。
- ケーズデンキ東舞鶴店…2013年（平成25年）8月オープン。京都府北部では最大規模の家電量販店。
- グランシーズ東舞鶴